# Mārtiņš Meiers
Mārtiņš Meiers est un joueur letton de basket-ball né le 30 mars 1991 à Jūrmala. Meiers mesure 2,08 m et évolue aux postes de pivot et d'ailier fort.

## Biographie
En juillet 2010, Meiers participe au championnat d'Europe des 20 ans et moins en Croatie avec la Lettonie. La Lettonie finit à la 11e place sur 16 équipes. Meiers joue en moyenne 20,8 minutes, marque 9,2 points et prend 3,7 rebonds.
En juillet 2011, Meiers participe de nouveau au championnat d'Europe des 20 ans et moins en Espagne. La Lettonie est battue en quart-de-finale par l'Espagne, futur vainqueur de la compétition. Meiers termine le championnat avec des moyennes de 10,4 points et 6,4 rebonds.
Profitant de blessures des seniors, Meiers et Mejeris sont appelés en équipe senior en septembre 2011 pour participer au championnat d’Europe de basket-ball 2011 avec la Lettonie. L'équipe finit à la dernière place. En moyenne par rencontre, il joue 12,6 minutes, marque 6,2 points et prend 2,4 rebonds.
En juin 2013, Meiers rejoint le Mitteldeutscher BC, club de première division allemande, pour un contrat de deux ans. Le 16 février 2021 il signe à l'Élan Chalon.
Le 8 novembre 2021, il est prêté par l'Élan Chalon au Śląsk Wrocław, club polonais.